# Зеевальд
Зеевальд (нем. Seewald) — община в Германии, в земле Баден-Вюртемберг. 
Подчиняется административному округу Карлсруэ. Входит в состав района Фройденштадт.  Население составляет 2325 человек (на 31 декабря 2010 года). Занимает площадь 58,50 км².